# Nectophrynoides pseudotornieri
Nectophrynoides pseudotornieri es una especie de anfibios de la familia Bufonidae.
Es endémica de Tanzania.
Su hábitat natural son los montanos secos.
Está amenazada de extinción debido a la pérdida de su hábitat natural.